# Водное поло на Спартакиадах народов СССР
Соревнования по водному поло входили в программу девяти Спартакиад народов СССР.

## Общая информация
В соревнованиях участвовали сборные команды союзных республик, Москвы и Ленинграда, а также сборная Карельской АССР (в 1956 году) и приглашённые команды Австралии, Испании, Румынии и Югославии (в 1979 году). На Спартакиадах 1956, 1959, 1963 и 1967 годов также разыгрывались медали и звание чемпиона СССР. В 1986 году в соревнованиях участвовали спортсмены в возрасте до 20 лет. Все ватерпольные турниры Спартакиад проходили в Москве.
Соревнования проводились по круговой системе в два этапа: по итогам предварительных игр 6 команд (в 1983 и 1986 годах — 8 команд) продолжали борьбу за медали в финальном турнире. Исключением стал турнир 1979 года, на котором 8 команд вышли в полуфинал, где к ним присоединились 4 зарубежные сборные, а затем в стыковых матчах были разыграны места с 1-го по 12-е.
Наибольших успехов на Спартакиадах добились сборные Москвы, Украины и Грузии. При этом москвичи завоевали 8 титулов и потерпели за всё время лишь два поражения — в 1971 году от сборной Украины, в итоге выигравшей золото, и в 1979 году от сборной Югославии.

## Призёры
| Год  | 1-е место      | 2-е место           | 3-е место           |
| ---- | -------------- | ------------------- | ------------------- |
| 1956 | Москва         | Грузинская ССР      | Азербайджанская ССР |
| 1959 | Москва         | Азербайджанская ССР | Грузинская ССР      |
| 1963 | Москва         | Грузинская ССР      | Украинская ССР      |
| 1967 | Москва         | Азербайджанская ССР | Грузинская ССР      |
| 1971 | Украинская ССР | Москва              | Казахская ССР       |
| 1975 | Москва         | Украинская ССР      | РСФСР               |
| 1979 | Москва         | Грузинская ССР      | Югославия           |
| 1983 | Москва         | Казахская ССР       | Узбекская ССР       |
| 1986 | Москва         | Грузинская ССР      | Казахская ССР       |

## Участники
Участия в финальных этапах, в рамках которых разыгрывались медали
|                     | 1956 | 1959 | 1963 | 1967 | 1971 | 1975 | 1979 | 1983 | 1986 |
| ------------------- | ---- | ---- | ---- | ---- | ---- | ---- | ---- | ---- | ---- |
| Азербайджанская ССР |      |      | 6    |      | 7    | 7    | 9    | 6    | 6    |
| Армянская ССР       | 13   | 7    | 9    | 14   | 14   | 11   | 13   | 11   | 9—13 |
| Белорусская ССР     | 7    | 10   | 10   | 10   | 8    | 8    | 12   | 10   | 9—13 |
| Грузинская ССР      |      |      |      |      | 6    | 5    |      | 5    |      |
| Казахская ССР       | 12   | 12   | 8    | 7    |      | 4    | 5    |      |      |
| Карельская АССР     | 15   | —    | —    | —    | —    | —    | —    | —    | —    |
| Киргизская ССР      | 17   | 14   | 11   | 12   | 10   | 14   | 15   | 12   | —    |
| Латвийская ССР      | 16   | 16   | 17   | 17   | —    | —    | —    | —    | —    |
| Ленинград           | 4    | 4    | 4—5  | 4    | 5    | 9    | 17   | 7    | 8    |
| Литовская ССР       | 14   | 17   | 14   | 11   | 11   | 15   | 14   | 14   | 9—13 |
| Молдавская ССР      | 11   | 11   | 15   | 15   | 13   | DSQ  | 18   | 8    | 7    |
| Москва              |      |      |      |      |      |      |      |      |      |
| РСФСР               | 6    | 5    | 4—5  | 6    | 4    |      | 4    | 9    | 5    |
| Таджикская ССР      | 9    | 9    | 12   | 16   | —    | 10   | 19   | 13   | 9—13 |
| Туркменская ССР     | 18   | 15   | 16   | 9    | 12   | 13   | 16   | 15   | —    |
| Узбекская ССР       | 10   | 8    | 7    | 8    | 9    | 6    | 8    |      | 9—13 |
| Украинская ССР      | 5    | 6    |      | 5    |      |      | 6    | 4    | 4    |
| Эстонская ССР       | 8    | 13   | 13   | 13   | —    | 12   | —    | —    | —    |
| Австралия           | —    | —    | —    | —    | —    | —    | 11   | —    | —    |
| Испания             | —    | —    | —    | —    | —    | —    | 10   | —    | —    |
| Румыния             | —    | —    | —    | —    | —    | —    | 7    | —    | —    |
| Югославия           | —    | —    | —    | —    | —    | —    |      | —    | —    |